# كأس بطولة الولايات المتحدة المفتوحة 2010
كأس بطولة الولايات المتحدة المفتوحة 2010 (بالإنجليزية: 2010 U.S. Open Cup)‏ هو الموسم 97 من كأس بطولة الولايات المتحدة المفتوحة. أقيم خلال الفترة 15 يونيو 2010 وحتى 5 أكتوبر 2010، وأشرف على تنظيمه اتحاد الولايات المتحدة لكرة القدم، وكان عدد الأندية المشاركة فيه 40، وفاز فيه سياتل ساوندرز.